# Esko Rosnell

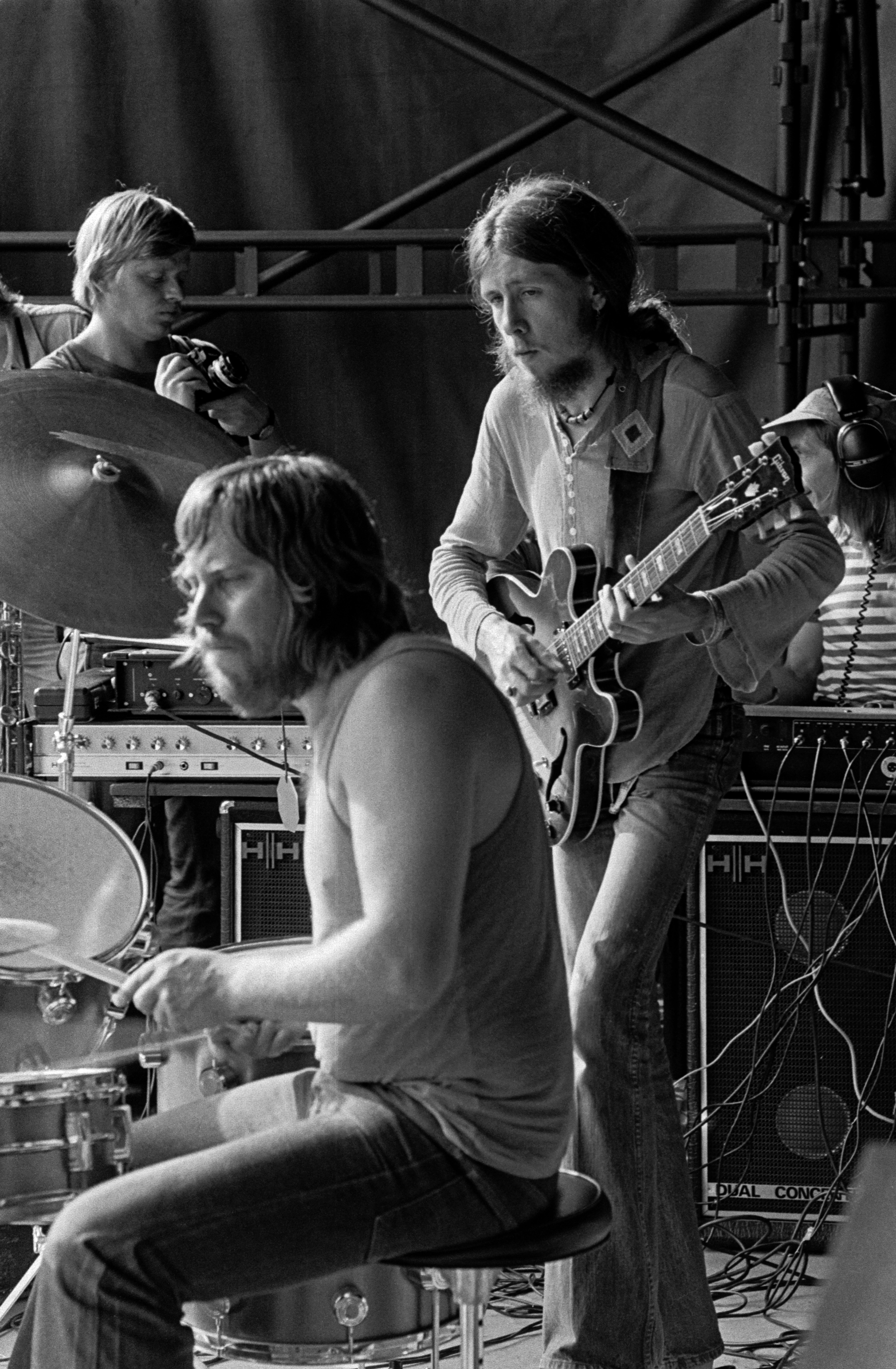
Esko Rosnell (mit Jukka Tolonen (rechts), 1976)

Esko Rosnell (* 23. Juni 1943 in Pori; † 24. September 2009 in Helsinki) war ein finnischer Jazzmusiker (Schlagzeug).

## Wirken
Rosnell begann seine Karriere in den späten 1950er Jahren im Tanzorchester von Eino Gröni in Pori. Nachdem er nach Helsinki gezogen war, spielte er in zahlreichen Jazz-Ensembles, etwa bei Pentti Hietanen, Eero Koivistoinen, Otto Donner oder Esko Linnavalli. Mit dem Quintett von Esa Pethman trat er beim Montreux Jazz Festival 1967 auf, wo er mit einem Solistenpreis als Schlagzeuger ausgezeichnet wurde.
In den frühen 1970er Jahren gehörte Rosnell zu den Gruppen von Olli Ahvenlahti (The Poet), Jukka Tolonen sowie Esa Katajavuori und nahm mit Charlie Mariano das Album Reflections auf. 1975 war er ein Gründungsmitglied des UMO Jazz Orchestra und an dessen ersten Alben wie A Good Time Was Had By All (1976), Thad Jones, Mel Lewis & UMO (1978), Umophilos oder Sea Suite beteiligt. Mit einer Combo um Dizzy Gillespie und Arturo Sandoval spielte er das Album To a Finland Station (Pablo 1983) ein, mit Heikki Sarmanto dessen Alben wie Suomi – a Symphonic Poem for Orchestra. Weiterhin arbeitete er mit Edward Vesala, Don Menza, Art Farmer und Ted Curson/Nick Brignola. Erst 1988 legte er mit Malecón sein Debütalbum vor, für das er auch zwei Titel komponierte. In seinem letzten Lebensjahrzehnt konnte man sein Spiel noch bei Auftritten der DDT Jazzband erleben.

## Diskographische Hinweise
- Paquito D’Rivera, Niels-Henning Ørsted Pedersen, Esko Linnavalli, Esko Rosnell, Oscar Valdés: Hasta Siempre (Pläne 1978)
- Esko Rosnell Quartet feat Krister Andersson: Malecón (Kompass 1988, mit Pekka Sarmanto, Seppo Kantonen sowie Harri Virtamo, Mongo Aaltonen)